# Un asunto real
Un asunto real (también, La reina infiel; en danés: En kongelig affære; en inglés: A Royal Affair) es una película histórico-dramática danesa del 2012 que dirigió Nikolaj Arcel y escribieron el propio Nikolaj Arcel y Rasmus Heisterberg; los protagonistas son Mads Mikkelsen, Alicia Vikander y Mikkel Følsgaard. Su argumento se basa en la novela Prinsesse af blodet, de Bodil Steensen-Leth.

## Argumento
Siendo muy joven la princesa inglesa Carolina Mathilde contrae matrimonio con el joven rey de Dinamarca Cristián VII, que en el siglo XVIII gobierna su país de una forma desordenada y caprichosa, dejando la mayor parte de los asuntos de Estado en manos de sus ayudantes. 
La participación en la corte del idealista médico del rey y su progresiva influencia sobre la reina irán haciendo cambiar algunos de los mecanismos que desde mucho tiempo atrás marcan la forma de gobierno del país. Pero el intento de hacer de Dinamarca un país que preste una mayor atención a sus habitantes y que se preocupe de dotarles de un mayor nivel cultural y bienestar, va a chocar con los que desde hace mucho tiempo tienen y ejercen el poder a la sombra del rey.

## Producción
La idea de hacer una película a partir de estos personajes reales surgió en Nikolaj Arcel mientras paseaba junto con su hermana por los Jardines Reales de Copenhague.
El rodaje se realizó en localizaciones naturales de Praga y la República Checa, lugares que para el director y guionista del film daban mayor autenticidad a los escenarios que los lugares en los que habían ocurrido realmente los hechos contados en la película, dado que muchos castillos de Dinamarca han sido pintados y no tienen hoy en día el aspecto que tenían en el siglo XVIII.
La película presenta una producción muy cuidada, con una dirección artística que se preocupa por todos los detalles, para reconstruir la época en la que transcurre la acción. Vestuario, decorados, utensilios, peluquería o el maquillaje están trabajados con una gran precisión.
La fotografía de Rasmus Videbæk, tanto en interiores como en exteriores, ofrece un especial cuidado en el tratamiento de la luz. El montaje está pensado para ofrecer un ritmo pausado, que deja asimilar la información e ideas que proporciona la película y permite a la vez un visionado cómodo para el espectador.

## Banda sonora
La música que acompaña a la película está compuesta por Gabriel Yared y Cyrille Aufort. Aporta el sentido dramático que la película requiere en temas como Inoculation, Carolina's Idea o Queen' chamber. 
Tampoco olvida crear temas más melódicos, como el asignado a la reina Carolina o el de la ejecución, con un toque melancólico y triste, que recorre toda la partitura y que anticipa el desenlace del film.   

## Alcance de la historia
La película está ambientada en el siglo XVIII pero el alcance de lo que cuenta puede trasladarse a cualquier época. Aunque reconstruye una historia que ocurrió en la realidad, la descripción de los mecanismos del poder se pueden reconocer en la época actual o en cualquier otro contexto histórico. 
En ese sentido resulta particularmente interesante el personaje de Struensee, el médico del rey, que el propio director del film describía como un reformador idealista que quería cambiar el mundo.

## Premios
Un asunto real obtuvo el Oso de Plata al Mejor actor para Mikkel Følsgaard y al Mejor guion para Nikolaj Arcel y Rasmus Heisterberg. En los Premios de Cine Europeo tuvo nominaciones a la Mejor banda sonora y al mejor diseño de producción.
El 10 de enero de 2013, A Royal Affair fue nominada al Óscar 2012 como mejor película de habla no inglesa junto a Amour de Austria, No de Chile, Kon-Tiki de Noruega y War Witch de Canadá. También obtuvo la nominación a los Globos de Oro y a los Premios César de Francia en la categoría de Mejor película extranjera.

## Reparto
- Mads Mikkelsen como Johann Friedrich Struensee.
- Alicia Vikander como Carolina Matilde de Gran Bretaña.
- Mikkel Følsgaard como Cristián VII de Dinamarca.
- David Dencik como Ove Høegh-Guldberg.
- Søren Malling como Hartmann.
- Trine Dyrholm como Juliana María de Brunswick-Wolfenbüttel.
- William Jøhnk Nielsen como Federico VI de Dinamarca.
- Cyron Bjørn Melville como Enevold Brandt.
- Rosalinde Mynster como Natasha.
- Laura Bro como Louise von Plessen.
- Bent Mejding como J.H.E. Bernstorff
- Thomas W. Gabrielsson como Schack Carl Rantzau.
- Søren Spanning como Münster.
- John Martinus como Ditlev Reventlow.
- Erika Guntherová como dama de honor.
- Harriet Walter como Augusta de Sajonia-Gotha.
- Klaus Tange como el Ministro.